# Вотервил (Квебек)
Вотервил (фр. Waterville) је град у Канади у покрајини Квебек. Према резултатима пописа 2011. у граду је живело 2.028 становника.

## Становништво
Према резултатима пописа становништва из 2011. у граду је живело 2.028 становника, што је за 5,3% више у односу на попис из 2006. када је регистровано 1.926 житеља.
| 2006. | 2011. |
| ----- | ----- |
| 1.926 | 2.028 |